# Heterophyes
Heterophyes ist eine Gattung der Saugwürmer, die im Dünndarm bei Menschen, Hunden, Füchsen und Katzen parasitieren. Erster Zwischenwirt sind Brackwasser-Schlammschnecken der Gattungen Pirenella und Cerithidea, zweiter Fische. Es ist die Typgattung der Familie Heterophyidae, Typspezies der Gattung ist Heterophyes heterophyes. Diese Art ist mit Heterophyes nocens auch die humanmedizinisch am bedeutendsten. Der Befall wird als Heterophyose oder Heterophyiasis bezeichnet und verläuft meist harmlos.
Der Bauchsaugnapf liegt bei den Vertretern der Gattung in der Medianebene, was sie von der Gattung Metagonimus unterscheidet. Ein Genitalsaugnapf ist vorhanden, das Gonotyl ist mit feinen Fortsätzen bewaffnet. Die zwittrigen Vertreter haben, im Gegensatz zu Haplorchis, nur einen Hoden.
Der erste Vertreter dieser Gattung wurde 1851 von Theodor Bilharz bei der Obduktion eines Ägypters nachgewiesen und 1852 von Carl Theodor von Siebold Distomum heterophyes benannt. Thomas Spencer Cobbold schuf 1866 die Gattung Heterophyes mit Heterophyes aegyptiaca als Typus, diese Art wurde später mit Heterophyes heterophyes synonymisiert. Die Gattung enthielt einmal 18 Arten und Unterarten, drei davon wurden 1999 von Pearson in die Gattung Alloheterophyes überführt, neun wurden mit anderen Arten synonymisiert. Daher enthält die Gattung derzeit nur sechs valide Arten:
- Heterophyes aequalis Looss, 1902 – Verbreitungsgebiet Ägypten, Mittlerer Osten
- Heterophyes dispar Looss, 1902 – Verbreitungsgebiet Ägypten, Mittlerer Osten und Korea
- Heterophyes heterophyes Siebold, 1852 – Verbreitungsgebiet Türkei, Ägypten, Sudan, Naher und Mittlerer Osten, Indien, Japan und Korea
- Heterophyes indica Rao and Ayyar, 1931 – Verbreitungsgebiet Indien
- Heterophyes nocens Onji and Nishio, 1916 – Verbreitungsgebiet Japan und Korea
- Heterophyes pleomorphis Bwangamoi and Ojok – Verbreitungsgebiet Uganda

Vier Arten (H. heterophyes, H. nocens, H. dispar und H. aequalis) können den Menschen befallen. In älterer Literatur wurde H. nocens fälschlicherweise als Synonym für H. heterophyes angesehen, was bei deren Lektüre zu beachten ist.